# Vainolanjärvi
Vainolanjärvi är en sjö i kommunen Luumäki i landskapet Södra Karelen i Finland. Sjön ligger 71,4 meter över havet. Arean är 90 hektar och strandlinjen är 6,54 kilometer lång. Sjön  ingår i Kymmene älvs huvudavrinningsområde.   Den ligger omkring 53 km väster om Villmanstrand och omkring 150 km nordöst om Helsingfors. 
Vainolanjärvi ligger väster om Tervajärvi. 